# Wojciech Dimitrow
Wojciech Dimitrow (ur. 24 kwietnia 1976) – astronom, doktor habilitowany nauk fizycznych. Specjalizuje się w astrofizyce.

## Życiorys
Absolwent Sofijskiego Liceum Matematycznego (1990-1994). Astronomię ukończył na poznańskim Wydziale Fizyki UAM w 1999 (praca magisterska: Efemerydy zakryć gwiazd przez Księżyc napisana pod kierunkiem Piotra Dybczyńskiego). Doktoryzował się na macierzystym wydziale w 2006 na podstawie pracy pt. Obserwacje i modelowanie rozdzielonych układów podwójnych - weryfikacja ich odległości i statusu ewolucyjnego (promotorem był Aleksander Schwarzenberg-Czerny).
Habilitował się w 2019 na podstawie oceny dorobku naukowego oraz cyklu publikacji pt. Układy wielokrotne – detekcja nowych składników oraz wyznaczanie parametrów absolutnych. Na poznańskim Wydziale Fizyki UAM pracuje jako adiunkt w Instytucie Obserwatorium Astronomicznym.
Swoje prace publikował m.in. w „Astronomy and Astrophysics", „Monthly Notices of the Royal Astronomical Society" oraz „Acta Astronomica". Jest członkiem Międzynarodowej Unii Astronomicznej.